# 말레이시아 고등교육 자격시험
말레이시아 고등교육 자격시험(말레이어: Sijil Tinggi Persekolahan Malaysia, STPM)(이하 STPM)은 말레이시아에서 대학에 입학하고자 하는 학생들을 대상으로 실시하는 시험이다. 이 시험은 1982년 이래로 말레이시아 대학 영어 시험(Malaysian University English Test, MUET) 등을 주관하는 말레이시아 시험위원회(말레이어: Majlis Peperiksaan Malaysia, MPM)에서 시행하여 왔다. 
STPM 외에 말레이시아에서 대입 자격을 얻는 방법으로 외국의 대입 시험 성적을 얻는 것이나 말레이시아 교육부에서 제공하는 1년짜리 대입 자격 과정을 이수하는 것, 혹은 말레이시아 고등 종교 자격시험(말레이어: Sijil Tinggi Agama Malaysia)을 보는 것이 가능하다. 그러나 이 네 가지 중 하나의 자격을 얻었다 해도 입학하기 전에 말레이시아 대학 영어 시험은 통과해야 한다.
STPM은 영연방 등에서 대입 자격으로 인정한다. 대부분의 대학은 이 시험을 영국의 A레벨(A-level)과 동등하게 본다.
대한민국의 고3 ~ 대1 과정과 동일하게 보면된다.

## 예과
말레이시아의 교육 제도는 영국의 교육 제도를 본땄기 때문에, 영국과 유사하게 STPM을 위한 대학 전 과정은 대학교 예과(Sixth form) 형태를 취한다. 말레이시아 교육부에서는 이 예과 과정을 이수할 수 있는 고등교육기관을 선정한다. 예과 과정은 1년 반 동안으로 이루어지는데, 먼저의 1년 과정은 예과 하급반(말레이어: Tingkatan Enam Rendah/Bawah), 나중의 과정은 예과 상급반(말레이어: Tingkatan Enam Atas)이라고 한다. 
예과 과정 이수 중에 있는 학생들은 예과생이라 불린다. 국립학교의 예과생은 이전 과정의 학생들과 다른 교복을 입고, 학교 사회에서 보다 높은 지위를 가지게 된다. 이들에게는 휴대폰 소지 금지 같은 일부 교칙들의 적용이 느슨해지고, 이들끼리는 아침 소집도 따로 하게 된다. 또 대부분 예과생들만 따로 예과 학생회(말레이어: Majlis Perwakilan Pelajar Pra-Universiti, 예과 학생 대표자 회의) 따위를 조직한다. 대체로 예과 학생회의 주된 업무는 예과 신입생들을 잘 인도해 주는 것이다.
말레이시아에서 시행되는 상대적 약자 우대 정책인 부미푸트라 정책의 수혜자들은 STPM을 위한 반에 들어가지 않고 별도의 1년짜리 대입 자격 과정(STPM 대비 과정보다 1년 일찍 대학에 들어가게 된다)을 이수하는 경우도 있다. 이 과정을 이수하면 기술한 것처럼 말레이시아에 있는 대학을 들어갈 때 STPM과 동일한 자격으로 인정받을 수 있다. 이 과정의 배당 인원수 중 90%가 말레이계에 배당되어 있고, STPM 대비 과정을 이수하는 것보다 비교적 쉬운 과정이다.

## 시험 과목
수험생들은 보통 4과목, 많아야 5과목 정도를 선택해서 한꺼번에 시험을 본다. 과학이나 수학 관련 과목들(수학 S, 수학 T, 수학 T 고급, 컴퓨터 과학, 물리, 화학, 생물)은 2007년까지 말레이어와 영어로 시험을 볼 수 있었다가 그 이후부터는 영어로만 시험을 보게 되었다. 나머지 과목들은 말레이어로만 시험을 본다.
STPM을 보는 수험생들은 시험칠 과목을 마음대로 선택할 수 있다. 그러나 말레이시아 공립 대학 입학을 위해서는 일반 학습(말레이어: Pengajian Am) 과목과 적어도 세 과목을 더 골라서 시험을 봐야 한다. 다음은 STPM에서 선택 가능한 과목들이다.
- 일반 학습(Pengajian Am)
- 말레이어(Bahasa Melayu), 중국어(Bahasa Cina), 타밀어(Bahasa Tamil), 아랍어(Bahasa Arab)
- 말레이 문학(Kesusasteraan Melayu), 영문학(Literature in English)
- 샤리아(Syariah), 우술루딘(Usuluddin)
- 역사(Sejarah), 지리(Geografi), 경제(Ekonomi), 경영(Pengajian Perniagaan), 회계(Perakaunan)
- 수학 S, 수학 T, 수학 T 고급, 컴퓨터과학, 물리, 화학, 생물
- 스포츠 과학(Sains Sukan), 시각예술(Seni Visual)

과학 과목은 시험지가 세 장이며 한 장은 실습 시험이고, 대부분의 비과학 과목과 스포츠 과학 과목은 두 장이다. 또 수학 S와 수학 T 과목의 시험지 첫 장은 순수 수학에 관한 내용으로, 공통이다. 그러나 두 장째의 경우, 전자는 주로 경영 분야에서 응용되는 문제들이 나오며 후자는 주로 과학 분야에서 응용되는 문제들이 나온다.

## 등급과 등급 점수
STPM은 점수를 매길 때 누적 등급 평점(Cumulative Grade Point Average) 시스템을 사용한다. 이에 사용되는 등급은 낙제점인 F를 포함해서 총 11개(내림차순으로 A, A-, B+, B, B-, C+, C, C-, D+, D, F)로 구성된다. 각 등급의 등급 점수는 최고 4.0에서 최하 1.0까지이고, 낙제점 F는 0점이다.
| 등급 | 등급 점수 |
| ---- | --------- |
| A    | 4.00      |
| A-   | 3.67      |
| B+   | 3.33      |
| B    | 3.00      |
| B-   | 2.67      |
| C+   | 2.33      |
| C    | 2.00      |
| C-   | 1.67      |
| D+   | 1.33      |
| D    | 1.00      |
| F    | 0.00      |

각 과목을 통과하기 위해서는 최소 C 이상을 받아야 한다. D 이상은 준 통과(principal pass)로 인정되지만, 일부 사립 대학에서는 C 이상을 받아야 준 통과로 인정하기도 한다. 과목의 점수는 시험지 각 장마다 얻은 점수의 평균에 의해 결정되며, 학생의 총 누적 평점은 상위 4개 과목의 평균 점수로 결정된다. 예컨대 다섯 과목을 봐서 네 과목에서 A를 받고 한 과목에서 낙제하면 누적 평점은 4.0이 된다. 각 등급간의 실제 점수 구간은 공개되며, 수험생의 응시 상황에 따라 매년 바뀐다. 통상 과학 과목의 급간 간격은 비과학 과목보다 넓은 편이다.
누적 평점이 2.0 이상이면 통과, 2.0 이하이면 부분 통과, 0점이면 낙제가 된다. 공립 대학의 입학 자격은 누적 평점 2.0 이상인 경우에만 부여되지만, 일부 사립 대학이나 전문대학 등에서는 그 이하의 학생들도 받는다.

## 같이 보기
- A레벨